# زورین اواس
زورین اواس (به انگلیسی: Zorin OS) یک توزیع لینوکس برپایه اوبونتو است. این سیستم عامل از گنوم ۳ و Xfce نسخه ۴ استفاده کرده و به دلیل محیط کاربری آسوده و روان، یکی از محبوب‌ترین سیستم‌عامل های برپایه لینوکس است که برای افرادی که پیش از این از سیستم‌عامل های ویندوز و مک استفاده کرده اند، پیشنهاد می‌شود. همچنین این سیستم‌عامل برای کامپیوترهایی که قدیمی هستند و سخت افزار قدیمی دارند نیز پیشنهاد شده است. این سیستم‌عامل با پشتیبانی از لایه سازگاری «واین» و برنامه «پلی آن لینوکس»، اجازه می‌دهد تا برخی از برنامه‌های ویندوز،‌ مانند مایکروسافت آفیس بر روی این سیستم عامل هم اجرا شود. توسعه‌دهندگان این سیستم‌عامل در ایرلند، ۳ نسخه رایگان و ۱ نسخه حرفه‌ای توزیع می‌کنند.

## امکانات
سیستم عامل زورین کاملا گرافیکی و دارای نصب کننده گرافیکی است و برای ثبات و امنیت، از نسخه های طولانی مدت سیستم اصلی اوبونتو استفاده کرده و از مخازن نرم افزاری خود و همچنین مخازن اوبونتو استفاده می کند. این نرم افزارها را می‌توان از طریق ترمینال لینوکس یا استور سیستم عامل برای کاربرانی که مایل به استفاده از ترمینال نیستند، نصب نمود. این سیستم عامل همچنین دارای تعدادی تم دسکتاپ اعم از تم ویندوز ۷، ویندوز ۱۱، مکینتاش و اوبونتو است تا افرادی که این سیستم عامل را نصب می‌کنند،‌ نگرانی بابت عدم آشنایی با محیط دسکتاپ نداشته باشند.

## نسخه‌ها
زورین اواس در چندین نسخه منتشر می‌شود:
- پرو
- پرو لایت (مخصوص سیستم‌های ضعیف)
- کُر (رایگان)
- لایت (مخصوص سیستم‌های ضعیف، رایگان)
- آموزشی (بدون پشتیبانی، رایگان)
- آموزشی لایت (مخصوص سیستم‌های ضعیف، بدون پشتیبانی، رایگان)

نسخه پرو و پرو لایت این سیستم عامل در خارج از ایران با پرداخت وجه و دانلود از وبگاه این سیستم عامل قابل دریافت بوده و موارد بیشتری را نسبت به نسخه رایگان از جمله تم ویندوز ۱۱ و ویندوز کلاسیک (ویندوز ۷) و تصویرزمینه های بیشتر، چندین برنامه از پیش نصب شده مثل برنامه بلندر، برنامه‌ای برای حفاظت از رمزهای عبور و... دارا می‌باشد.
در وبگاه این سیستم عامل آمده است که تنها با یک‌بار خرید نسخه پرو این سیستم‌عامل،‌ میتوان آنرا در چندین کامپیوتر نصب کرد؛‌ البته به جز مصارف اداری و آموزشی که بایستی به ازای یک کامپیوتر، یک بار نسخه خریداری شود.

## تاریخچه
پروژه زورین اواس در سال ۲۰۰۸ توسط آریتوم و کریل زورین در دوبلین، ایرلند شروع به کار کرد. شرکت این سیستم عامل، گروه زورین، در شهر دوبلین در کشور ایرلند واقع است.
نخستین نسخه این سیستم عامل در ۱ ژوئیه ۲۰۰۹ منتشرشد. از نسخه ۱۶.۳ که در اواخر ژوئیه ۲۰۲۳ عرضه شد،‌ میتوان بدون نیاز به نصب مجدد سیستم عامل، زورین او اس را به یک ورژن یا نسخه بالاتر ارتقا داد. تا پیش از این نسخه، کاربران برای تغییر ورژن یا نسخه سیستم عامل خود، مجبور به نصب مجدد سیستم عامل بودند.

### تاریخچهٔ نسخه‌ها
| نسخه                         | تاریخ انتشار    | تغییرات | منبع   |
| ---------------------------- | --------------- | --- | ------ |
| Zorin OS 1.0                 | ۱ ژوئیه ۲۰۰۹    | انتشار اولیه | [ ۱۲ ] |
| Zorin OS Limited Edition '09 | ۷ دسامبر ۲۰۰۹   | | [ ۱۲ ] |
| Zorin OS 2                   | ۱ ژانویه ۲۰۱۰   | ایجاد ۵ توزیع مختلف: هسته، بازی، چندرسانه ای، آموزشی، نهایی                                                                          | [ ۱۲ ] |
| Zorin OS 3                   | ۱۰ ژوئن ۲۰۱۰    | نرم‌افزار Zorin OS Look Changer اضافه شده، نمایش اسلاید آموزش نصب                                                                     | [ ۱۲ ] |
| Zorin OS 4                   | ۲۲ دسامبر ۲۰۱۰  | بهبود برنامه مدیریت فایل، بهبود عملکرد                                                                                               | [ ۱۲ ] |
| Zorin OS 5                   | ۶ ژوئن ۲۰۱۱     | ، به روز رسانی نرم‌افزارها، پیشرفت‌های برنامه‌های مخصوص Zorin                                                                           | [ ۱۲ ] |
| Zorin OS 5.1                 | ۲۳ اوت ۲۰۱۱     | به روز رسانی هسته و به روز رسانی ظاهری                                                                                               | [ ۱۲ ] |
| Zorin OS 6                   | ۱۸ ژوئن ۲۰۱۲    | نسخه‌های Core و Ultimate دسترس شد. اضافه شدن "Zorin Look Changer"                                                                     | [ ۱۲ ] |
| Zorin OS 6.1                 | ۸ نوامبر ۲۰۱۲   | بروز رسانی هسته و نرم‌افزارها، بروزرسانی‌های امنیتی                                                                                    | [ ۱۲ ] |
| Zorin OS 6.2                 | ۲۷ فوریه ۲۰۱۳   | "Zorin menu" به روز رسانی، بهبود پایداری                                                                                             | [ ۱۲ ] |
| Zorin OS 6.3                 | ۱۴ مه ۲۰۱۳      | بروز رسانی هسته | [ ۱۲ ] |
| Zorin OS 7                   | ۱۰ ژوئن ۲۰۱۳    | به روز رسانی نرم‌افزارها، پیشرفت‌های Zorin UI                                                                                          | [ ۱۲ ] |
| Zorin OS 6.4                 | ۲۸ اوت ۲۰۱۳     | به روز رسانی هسته و نرم‌افزارها | [ ۱۲ ] |
| Zorin OS 8                   | ۲۷ ژانویه ۲۰۱۴  | به روز رسانی نرم‌افزارها، پیشرفت‌های UI، اضافه شدن Zorin Theme changer                                                                 | [ ۱۲ ] |
| Zorin OS 9                   | ۱۵ ژوئیه ۲۰۱۴   | پیشرفت‌های پایداری، پشتیبانی Firefox، تم‌های بیشتر                                                                                     | [ ۱۲ ] |
| Zorin OS 10                  | ۱ اوت ۲۰۱۵      | تازه سازی برنامه پیش فرض، پیشرفت‌های امنیتی و عملکرد                                                                                  | [ ۱۲ ] |
| Zorin OS 11                  | ۳ فوریه ۲۰۱۶    | برنامه‌های پیش فرض جدید، تغییرات اساسی کاربری دسکتاپ                                                                                  | [ ۱۲ ] |
| Zorin OS 12                  | ۱۸ نوامبر ۲۰۱۶  | دسک تاپ جدید Zorin، نمای کلی فعالیت‌ها، بازنگری جستجو                                                                                 | [ ۱۲ ] |
| Zorin OS 12.1                | ۲۷ فوریه ۲۰۱۷   | رفع اشکال‌های جزئی، ویژگی‌های دسکتاپ جدید، بهبود عملکرد                                                                                | [ ۱۲ ] |
| Zorin OS 12.2                | ۸ سپتامبر ۲۰۱۷  | اصلاحات دسکتاپ، بهبود عملکرد و ثبات                                                                                                  | [ ۱۲ ] |
| Zorin OS 12.3                | ۱۶ مارس ۲۰۱۸    | پشتیبانی داخلی از wine، پشتیبانی از Direct3D 10 و ۱۱                                                                                 | [ ۱۲ ] |
| Zorin OS 12.4                | ۱۳ سپتامبر ۲۰۱۸ | به روز رسانی به هسته لینوکس ۴٫۱۵، پیشرفت‌های عملکرد، ساده‌سازی فرایند بروزرسانی نرم‌افزار                                               | [ ۱۲ ] |
| Zorin OS 15                  | ۰۵ ژوئن ۲۰۱۹    | بهبود عملکرد، Zorin Connect (همگام سازی اعلان‌های اندروید)، تم دسکتاپ جدید، پشتیبانی از صفحات لمسی، پشتیبانی Flatpak، سیستم فونت جدید | [ ۱۲ ] |
| Zorin OS 15.3                | ۸ سپتامبر ۲۰۲۰  | رفع جزئی باگ گیر کردن ناگهانی در برنامه‌ها                                                                                            |        |
| Zorin OS 16                  | ۱۷ اوت ۲۰۲۱     | تغییرات ظاهری و بهبود عملکرد و ثبات                                                                                                  |        |
| Zorin OS 16.1                | ۱۰ مارس ۲۰۲۲    | بهبود عملکردهای امنیتی و پشتیبانی از سخت‌افزارهای بیشتر                                                                               |        |
| Zorin OS 16.2                | ۲۷ اکتبر ۲۰۲۲   | بهبود عملکرد و بروزرسانی نرم‌افزارها                                                                                                  |        |
| Zorin OS 16.3                | ۲۷ ژوئیه ۲۰۲۳   | افزوده شدن ابزار جدید «ارتقادهنده زورین اواس» برای ارتقای ورژن یا نسخه بدون نیاز به نصب مجدد، بروزرسانی نرم‌افزارها                   |        |
| Zorin OS 17                  | ۲۱ دسامبر ۲۰۲۳  | |        |

## قابلیت‌های ویژه

### زورین کِنِکت
زورین کنکت (به انگلیسی: Zorin Connect) قابلیتی است که از نسخه ۱۵ سیستم عامل افزوده شد؛ با استفاده از این برنامه می‌توان اعلان ها، تصاویر،‌ فایل‌ها و کلیپ بورد را از موبایل به کامپیوتر انتقال داد. همچنین با استفاده از این برنامه می‌توان از موبایل به عنوان کیبورد و موس نیز استفاده کرد. انتقال فایل از این برنامه بدون ذخیره فایل‌ها در فضای ابری و مستقیما توسط اتصال امن اینترنت صورت می‌گیرد.

### زورین گرید
زورین گرید (به انگلیسی: Zorin Grid) نرم افزاری برای نصب و نگهداری سیستم عامل زورین در یک شبکه است. این کار از طریق یک کامپیوتر مرکزی انجام می شود، به طوری که فرآیندها به صورت جداگانه در هر دستگاه انجام نمی شود. این نرم افزار به ویژه شرکت ها و مدارس را هدف قرار داده است. با این حال، در حال حاضر، هنوز در حال توسعه است.

## امنیت
زورین اواس به‌طور پیش فرض با فایروال ارائه می‌شود،‌ اما به طور پیش فرض فعال نیست. همچنین زورین گرید، گزینه‌هایی برای امنیت بیشتر نیز دارد.

## نظرات
زورین اواس به دلیل طرح‌بندی‌های بصری، محیط کاربری آشنا و روان، عملکرد و فرآیند نصب، تم‌های شبیه به ویندوز و مکینتاش، پشتیبانی عالی و اجرای بهینه درایورهای انویدیا مورد تحسین و ستایش قرار گرفته است.